# Tamba diaphora
Tamba diaphora là một loài bướm đêm trong họ Noctuidae.